# Зарифа (песня)
«Зарифа» — башкирская народная песня кыска-кюй.

## История
Мелодия песни «Зарифа» записана впервые С. Г. Рыбаковым в 1894 году в д. Акимбетово Тамьян-Тангауровской волости Верхнеуральского уезда (ныне д. Ташбулатово Абзелиловского район) от М. Каракаева, опубликована в книге «Музыка и песни уральских мусульман с очерком их быта».
Записи вариантов мелодии и слов были сделаны Л. Н. Лебединским, Г. З. Сулеймановым. Шуточный плясовой такмак.
По преданию песня сочинена танцовщицей по имени Зарифа из д. Кушеево Тамьян-Тангауровской волости Верхнеуральского уезда (Абзелиловский район РБ). Зарифа ушла от мужа, вела вольную весёлую жизнь, сочиняла песни и плясала под них.
Мелодия песни с характеризуется ритмичностью, быстрым темпом.
Поэтический текст построен в форме шуточного диалога между сватом и сватьёй. Обработка песни была осуществлена М. Х. Ахметовым для голоса и фпейты, Х. Ф. Ахметовым для хора и фпейты.

## Исполнители
Ф. Кильдиярова, А. Г. Галимов, Ф. Ф. Гараев, Р. А. Гареев.